# Hiperònim

El fruit és un terme paraigua que engloba la taronja, la pera, la banana, el kiwi i la poma.

Un hiperònim (mot derivat dels termes grecs: ὑπέρ, hypér, 'sobre' i ὄνυμα, ónyma, 'nom'), també anomenat terme paraigua, és un terme general que correspon a més que un terme relatiu però més particular (l'hipònim).
Semànticament, un hiperònim no posseeix cap tret semàntic, sema, que no comparteixi amb el seu hipònim, mentre que aquest sí que posseeix trets semàntics que el diferencien d'aquell. Per exemple, cotxe és hiperònim de descapotable, ja que posseeix els semes [+vehicle], [+amb motor] i [+petita mida], que comparteix amb aquest, mentre que descapotable posseeix a més a més el tret [+sense capota], que el diferencia de cotxe.
La classificació en hiperònims i hipònims permet fer mapes semàntics o diccionaris ideològics, entre d'altres, ja que es poden aplegar aquelles paraules que tracten d'un mateix assumpte. Els hiperònims tenen un caràcter més abstracte que els seus hipònims i les categories principals solen correspondre als grans universals de l'ontologia o a les classes aristotèliques (mentre que els hipònims correspondrien a l'espècie). En l'aprenentatge, els hiperònims s'assoleixen per raonament inductiu o estudi, ja que no sempre tenen un correlat en el món que permeti captar-los per l'experiència, sinó que sorgeixen en generalitzar les característiques dels hipònims.

## Exemples
- falciot, pardal, passerell i pit-roig, hipònims de l'hiperònim ocell
- cotxe, moto, tren i avió, hipònims de l'hiperònim vehicle

## Termes relacionats
- Sinònim
- Hipònim